# Ibrahim Diaky
Ibrahim Diaky (Abidjan, 24 maggio 1982) è un ex calciatore ivoriano, di ruolo centrocampista.

## Palmarès

### Club

#### Competizioni nazionali
- Campionato ivoriano: 2

ASEC Mimosas: 2000, 2001
- Campionato tunisino: 3

Esperance: 2002, 2003, 2004
- Campionato emiratino: 1

Al-Jazira: 2010-2011
- Etisalat Emirates Cup: 1

Al-Jazira: 2009-2010
- Coppa del Presidente degli Emirati Arabi Uniti: 2

Al-Jazira: 2010-2011, 2011-2012
- UAE Federation Cup: 1

Al-Jazira: 2007

#### Competizioni internazionali
- Coppa dei Campioni del Golfo: 1

Al-Jazira: 2007